# Panaxia romanovi
Panaxia romanovi är en fjärilsart som beskrevs av Standfuss 1896. Panaxia romanovi ingår i släktet Panaxia och familjen björnspinnare. Inga underarter finns listade i Catalogue of Life.